# Estación de Valladolid-Universidad
Valladolid-Universidad es un apeadero ferroviario situado en la ciudad española de Valladolid, junto al campus Miguel Delibes. Cuenta con servicios de Media Distancia operados por Renfe.

## Situación ferroviaria
La estación se encuentra en el punto kilométrico 251,600 de la línea férrea de ancho convencional que une Madrid con Hendaya a 696,02 metros de altitud, entre las estaciones de Valladolid y Cabezón de Pisuerga. El tramo es de vía doble y está electrificado.

## Historia
La Universidad de Valladolid, en el año 1992, adquirió el compromiso de construir y mantener a perpetuidad el apeadero, con la intención de que llegasen alumnos desde Palencia. Sin embargo en 2016, la universidad manifestó sus intenciones de dejar de hacerlo, ya que la mayoría de los alumnos llegaban al campus mediante el bus y era muy costoso el mantenimiento para la institución.
En la propuesta de soterramiento de tren a su paso por Valladolid se propuso inicialmente dejar la estación como una estación de tipo PAET con dos vías laterales con andenes y dos pasantes centrales, posteriormente se revisó el proyecto para suprimir totalmente esta estación. Finalmente la renuncia al soterramiento permitirá su continuidad en el tiempo.

## Servicios ferroviarios

### Media Distancia
En Valladolid-Universidad Renfe presta servicios de Media Distancia gracias sus trenes MD, Regional, Regional Exprés y Proximidad en los trayectos:
- Palencia - Valladolid - Medina del Campo
- Palencia - Salamanca
- Valladolid - Santander
- Valladolid - Gijón
- Madrid - León

| Línea MD | Servicio        | Origen/Destino          | Paradas intermedias | Destino/Origen          |
| -------- | --------------- | ----------------------- | --- | ----------------------- |
| 14       | Proximidad      | Palencia                | Venta de Baños · Dueñas · Cubillas de Santa Marta · Corcos-Aguilarejo · Cabezón de Pisuerga · Valladolid-Universidad · Valladolid-Campo Grande · Viana de Cega · Valdestillas · Matapozuelos · Pozaldez | Medina del Campo        |
| 14       | Proximidad      | Palencia                | Venta de Baños · Valladolid-Universidad · Valladolid-Campo Grande | Medina del Campo        |
| 14       | Proximidad      | Palencia                | Venta de Baños · Dueñas · Valladolid-Universidad · Valladolid-Campo Grande | Medina del Campo        |
| 14       | Proximidad      | Palencia                | Venta de Baños · Dueñas · Cubillas de Santa Marta · Corcos-Aguilarejo · Cabezón de Pisuerga · Valladolid-Universidad | Valladolid-Campo Grande |
| 14       | Proximidad      | Palencia                | Venta de Baños · Valladolid-Universidad | Valladolid-Campo Grande |
| 14       | Proximidad      | Medina del Campo        | Pozaldez · Matapozuelos · Valdestillas · Viana de Cega · Valladolid-Campo Grande · Valladolid-Universidad · Venta de Baños | Palencia                |
| 15       | Proximidad      | Medina del Campo        | Pozaldez · Matapozuelos · Valdestillas · Viana de Cega · Valladolid-Campo Grande | Valladolid-Universidad  |
| 16       | Regional Exprés | Ávila                   | Arévalo · Medina del Campo · Pozaldez · Matapozuelos · Valdestillas · Viana de Cega · Valladolid-Campo Grande | Valladolid-Universidad  |
| 17       | MD              | León                    | Sahagún · Villada · Paredes de Nava · Palencia · Venta de Baños · Valladolid-Universidad · Valladolid-Campo Grande · Medina del Campo · Arévalo · Ávila · Herradón-La Cañada · Navalperal · Las Navas del Marqués · Santa María de la Alameda-Peguerinos · Robledo de Chavela · Zarzalejo · El Escorial · Villalba | Madrid-Príncipe Pío     |
| 17       | Regional Exprés | Ponferrada              | San Miguel de las Dueñas · Bembibre · La Granja · Brañuelas · Porqueros · Vega-Magaz · Astorga · Nistal · Barrientos · Veguellina · Villavante · Quintana-Raneros · León · Palanquinos · El Burgo Ranero · Sahagún · Grajal · Villada · Paredes de Nava · Becerril · Grijota · Palencia · Venta de Baños · Dueñas · Cabezón de Pisuerga · Valladolid-Universidad                                                                                             | Valladolid-Campo Grande |
| 19       | MD              | Palencia                | Venta de Baños · Dueñas · Valladolid-Universidad · Valladolid-Campo Grande · Medina del Campo · Campillo · El Carpio · Fresno el Viejo · Cantalapiedra · El Pedroso de la Armuña · Gomecello · Salamanca | Salamanca-La Alamedilla |
| 19       | MD              | Salamanca               | Moriscos · Gomecello · Pitiegua · El Pedroso de la Armuña · Cantalapiedra · Fresno el Viejo · El Carpio · Medina del Campo · Pozaldez · Matapozuelos · Valdestillas · Viana de Cega · Valladolid-Campo Grande · Valladolid-Universidad · Venta de Baños | Palencia                |
| 20       | Regional Exprés | Valladolid-Campo Grande | Valladolid-Universidad · Cabezón de Pisuerga · Corcos-Aguilarejo · Cubillas de Santa Marta · Dueñas · Venta de Baños · Palencia · Monzón de Campos · El Carrión · Amusco · Piña · Frómista · Osorno · Espinosa de Villagonzalo · Herrera de Pisuerga · Alar del Rey · Mave · Aguilar de Campoo · Quintanilla de las Torres · Mataporquera · Reinosa · Bárcena · Los Corrales de Buelna · Torrelavega · Renedo · Maliaño · Valdecilla                         | Santander               |
| 20       | Regional Exprés | Valladolid-Campo Grande | Valladolid-Universidad · Cabezón de Pisuerga · Corcos-Aguilarejo · Cubillas de Santa Marta · Dueñas · Venta de Baños · Palencia · El Carrión · Piña · Frómista · Osorno · Espinosa de Villagonzalo · Herrera de Pisuerga · Alar del Rey · Aguilar de Campoo · Mataporquera · Reinosa · Bárcena · Los Corrales de Buelna · Torrelavega · Renedo · Maliaño · Valdecilla                                                                                        | Santander               |
| 20       | Regional Exprés | Santander               | Valdecilla · Maliaño · Renedo · Torrelavega · Los Corrales de Buelna · Bárcena · Reinosa · Mataporquera · Aguilar de Campoo · Alar del Rey · Herrera de Pisuerga · Espinosa de Villagonzalo · Osorno · Frómista · Piña · El Carrión · Palencia · Venta de Baños · Valladolid-Universidad | Valladolid-Campo Grande |
| 24       | Regional        | Valladolid-Campo Grande | Valladolid-Universidad · Cabezón de Pisuerga · Corcos-Aguilarejo · Cubillas de Santa Marta · Dueñas · Venta de Baños · Palencia · Grijota · Becerril · Paredes de Nava · Villada · Grajal · Sahagún · El Burgo Ranero · Palanquinos · León · La Robla · La Pola de Gordón · Santa Lucía · Villamanín · Busdongo · Linares-Congostinas · Puente de los Fierros · Campomanes · Pola de Lena · Ujo · Mieres-Puente · Llamaquique · Oviedo · Calzada de Asturias | Gijón                   |